# Dorfkirche Zurow

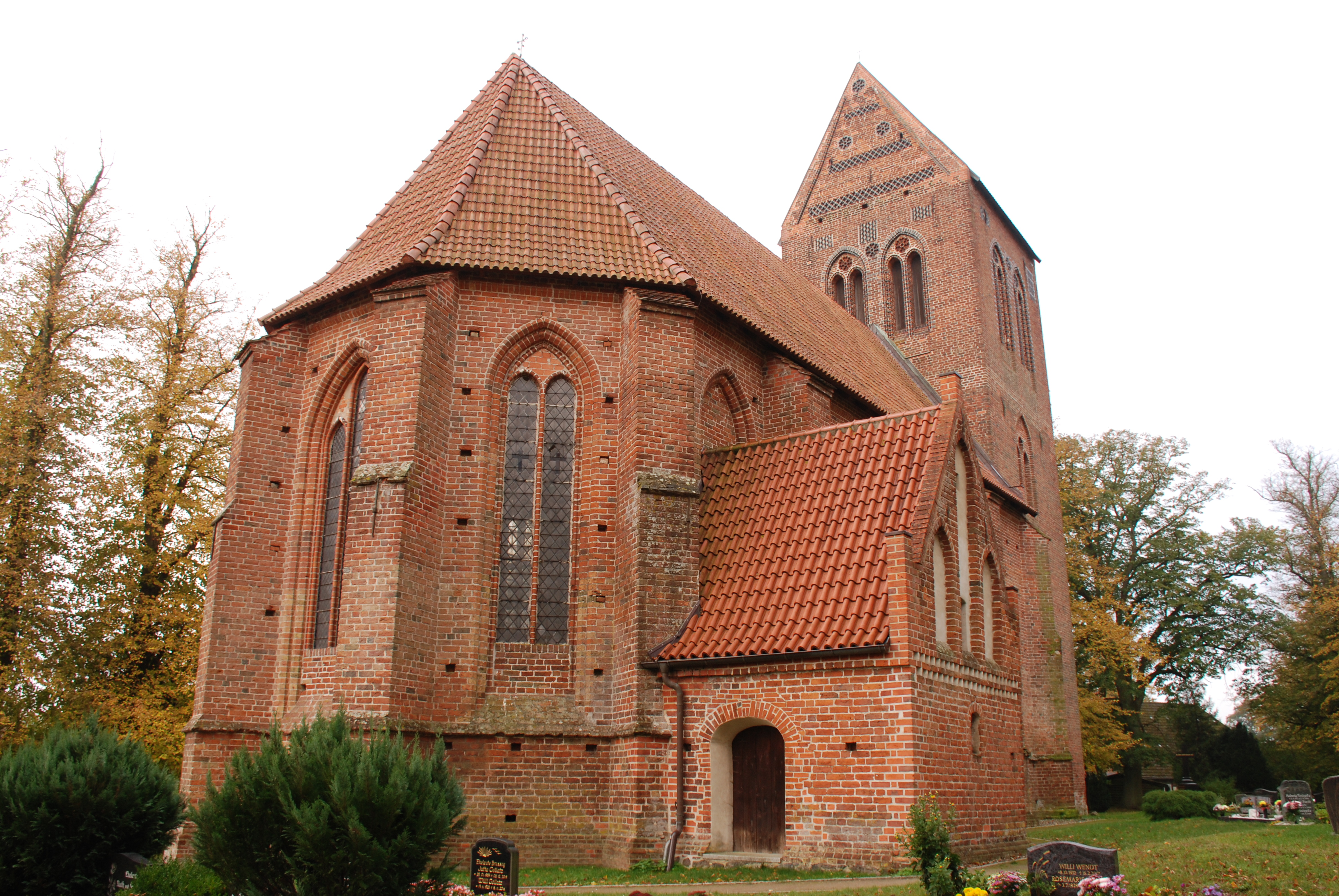
Dorfkirche Zurow (2020)

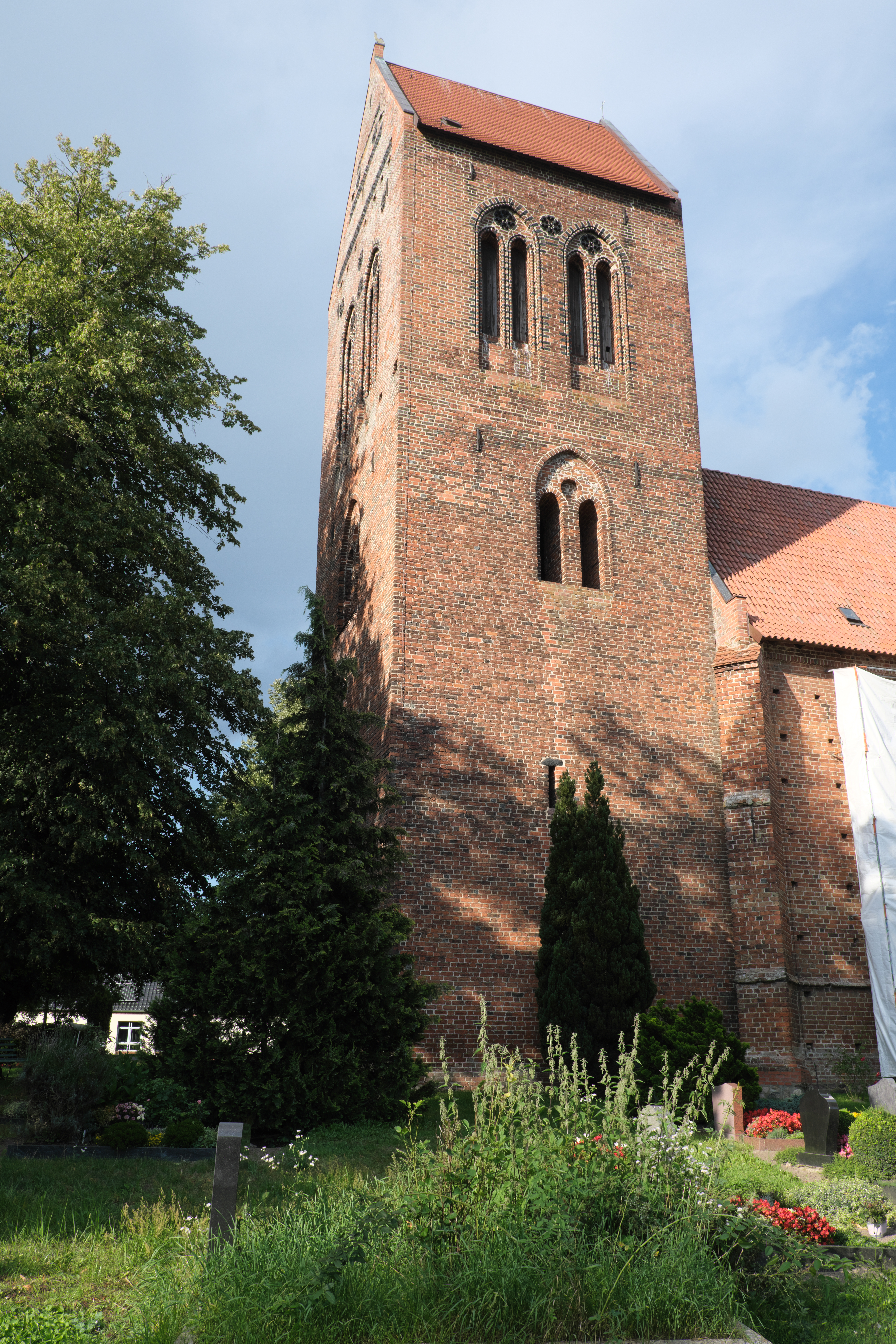
Turm (2023)

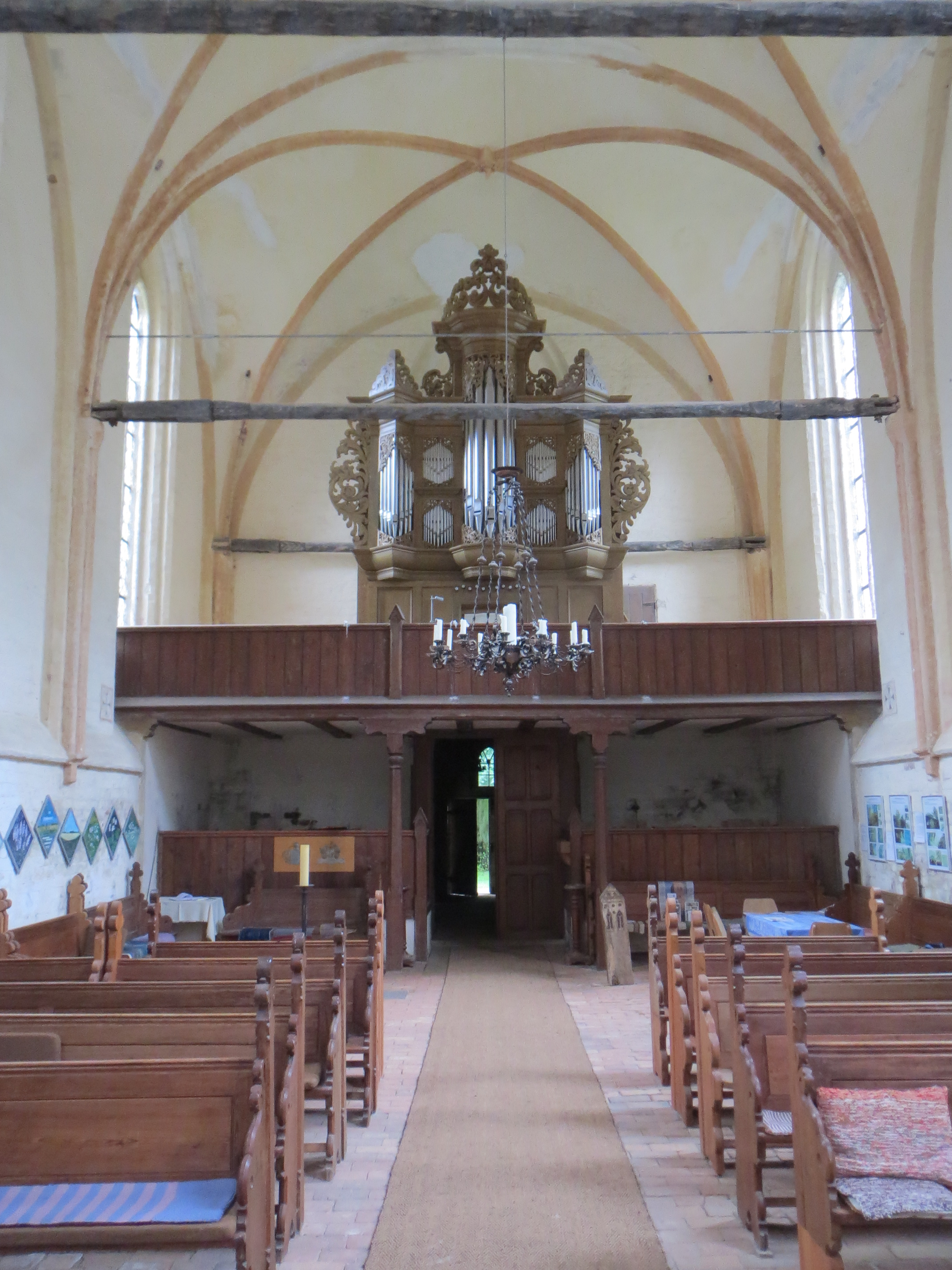
Blick zur Orgel mit Empore (2014)

Die evangelische Dorfkirche in Zurow ist eine gotische Kirche im Osten des Landkreises Landkreis Nordwestmecklenburg in der Propstei Wismar im Kirchenkreis Mecklenburg der Evangelisch-Lutherischen Kirche in Norddeutschland.

## Geschichte
Das Kirchdorf Zurow (Zurowe) wurde am 15. Juni 1303 erstmals in einem Vertrag zwischen Fürst Heinrich von Mecklenburg und Willekinus Hanenzagel (Hanenstert) urkundlich erwähnt. Schon damals mögen die Stralendorffs, von denen einer zu den Schwiegersöhnen des reichen Bürgers Hanenzagel aus Wismar und Lübeck gehörte, in Zurow begütert gewesen sein; nachweislich seit 1336. 1390 gab es die Stiftung einer Vikarei derer von Stralendorff in der Kirche zu Zurow. Bis ins 17. Jahrhundert blieb Zurow im Besitz der Familien von Stralendorff.
Die stattliche Kirche von Zurow war mit ihrem Turm schon im Mittelalter, besonders um 1488 Tagungsort von Landtagsversammlungen der Stände; ab 1412 dann auch noch Mittelpunkt einer angesehenen Kalandsbruderschaft, die erst 1553 aufgelöst wurde. Die Kirche wurde zum Zielpunkt für heimliche Wallfahrten zu einem als wundertätig verehrten Marienbild von überlokaler Bedeutung. Es war für den Kirchenpatron von Stralendorff eine ergiebige Quelle von zusätzlichen Einkünften. Noch 1541 hatten die von Stralendorff zu Trams das Kirchenpatronat. Nach der Kirchenvisitation von 1541/42 wurde dem bleibenden vormals papistischen Prediger Joachim Wintershagen verboten, „die Kapelle mit dem Marienbild weiter aufzuschließen und darin Gotteslästerung zu lehren.“
Erst 1637 erwarb Berthold von Bülow, der mit den von Stralendorff verwandtschaftlich verbunden war, das Gut Zurow für 7100 Gulden. Ab Mitte des 18. Jahrhunderts folgten ständig Besitzwechsel, so die von Raven, von Krügsheim und die von Sittmann, um nur einige zu nennen.

## Baugeschichte
Im Kirchenbuch von Pastor Johann Bauer ist vermerkt: „1639 wurde die schöne Spitze des Kirchturms durch Gottes Wetter umgeschlagen, und hat also dieses Wetter der Kirche großen Schaden getan. Und weilen in diesen gefährlichen und beschwerlichen Kriegsläuften nicht hat bauen können, so ist im Jahre 1649 im Herbst wieder zu bauen ein Anfang gemacht und ein Dach wieder auf den Turm gemacht worden. Auch haben die Soldaten das Uhrwerk und zwei Glocken aus der Kirche geraubt und alle Stühle verbrannt. Gott gebe ferner Gnade.“
Das Pfarrhaus von 1766 wurde 1843 durchgebaut. Die Kirche wurde 1862 umfassend restauriert und dabei wurden auch die Gewölbemalereien im Chor freigelegt.

### Äußeres
Die Dorfkirche in Zurow ist ein aufwändiger, einschiffiger gotischer Backsteinbau vom Ende des 14. Jahrhunderts, der erkennbar von den Pfarrkirchen in Wismar beeinflusst ist. Sie besteht aus einem dreijochigen Schiff mit Fünfachtelchorschluss. Die Dachkonstruktion über dem Kirchenschiff ist als Kehlbalkendach mit doppelter Kehlbalkenlage und aussteifenden aufgeblatteten Kreuzstreben ausgeführt.
Der quadratische Westturm aus dem 15. Jahrhundert besaß ursprünglich einen Spitzhelm, der nach dem Blitzschlag 1639 einstürzte. Danach wurde der Turm durch ein längs ausgerichtetes Satteldach abgeschlossen, wobei zwei der ehemaligen Schmuckgiebel verloren gingen. Eine Besonderheit war die aus dem 17. Jahrhundert stammende schwere Deckung aus Biberschwanzziegeln. Die konisch zulaufenden, im unteren Teil bis zu 4 cm dicken und 40 cm langen Ziegel mit großen Nasen an der Unterseite konnten bei der notwendigen Instandsetzung 2006 nicht wieder verwendet werden.
Am Turm wurden auch Formsteine und glasierte Terrakotten verwandt. Das reich geschmückte Obergeschoss wird dem Wismarer Baumeister Hermann Münster zugeschrieben. Im Glockengeschoss befinden sich gekuppelte Spitzbogenfenster. Der Turmabschluss wird durch ein längsgerichtetes Satteldach zwischen maßwerkverzierten Giebeln gebildet.
Das außen von zwölf Strebepfeilern gestützte Kirchenschiff ist einheitlich mit einem verkröpften Sockelprofil und einem Kaffgesims gegliedert. Die Gewölbe mit dem Einsetzen der Schlusssteine werden auf 1382 und der Bau des Chors dendrochronologisch auf 1381 datiert. Der Sakristeianbau auf der Nordseite besitzt einen kleinen, blendengegliederten Giebel. Die Kirche wird durch ein reich mit Birnstäben gegliedertes Südportal erschlossen; ein ähnliches Westportal ist im Turm verborgen.
Die stark einsturzgefährdete Sakristei konnte 2004 saniert werden.
Die gestalterische Nähe zu den Kirchen Wismars drückt sich besonders im äußeren Bauschmuck aus. So zeigen die Turmgiebelstücke in mehreren Lagen Vierpassfriese und Rosetten aus schwarz glasierten Ornamentziegeln, baukünstlerischer Zierrat, der insbesondere an der Wismarer Georgenkirche und Nikolaikirche in großem Umfang verwendet wurde.

### Inneres

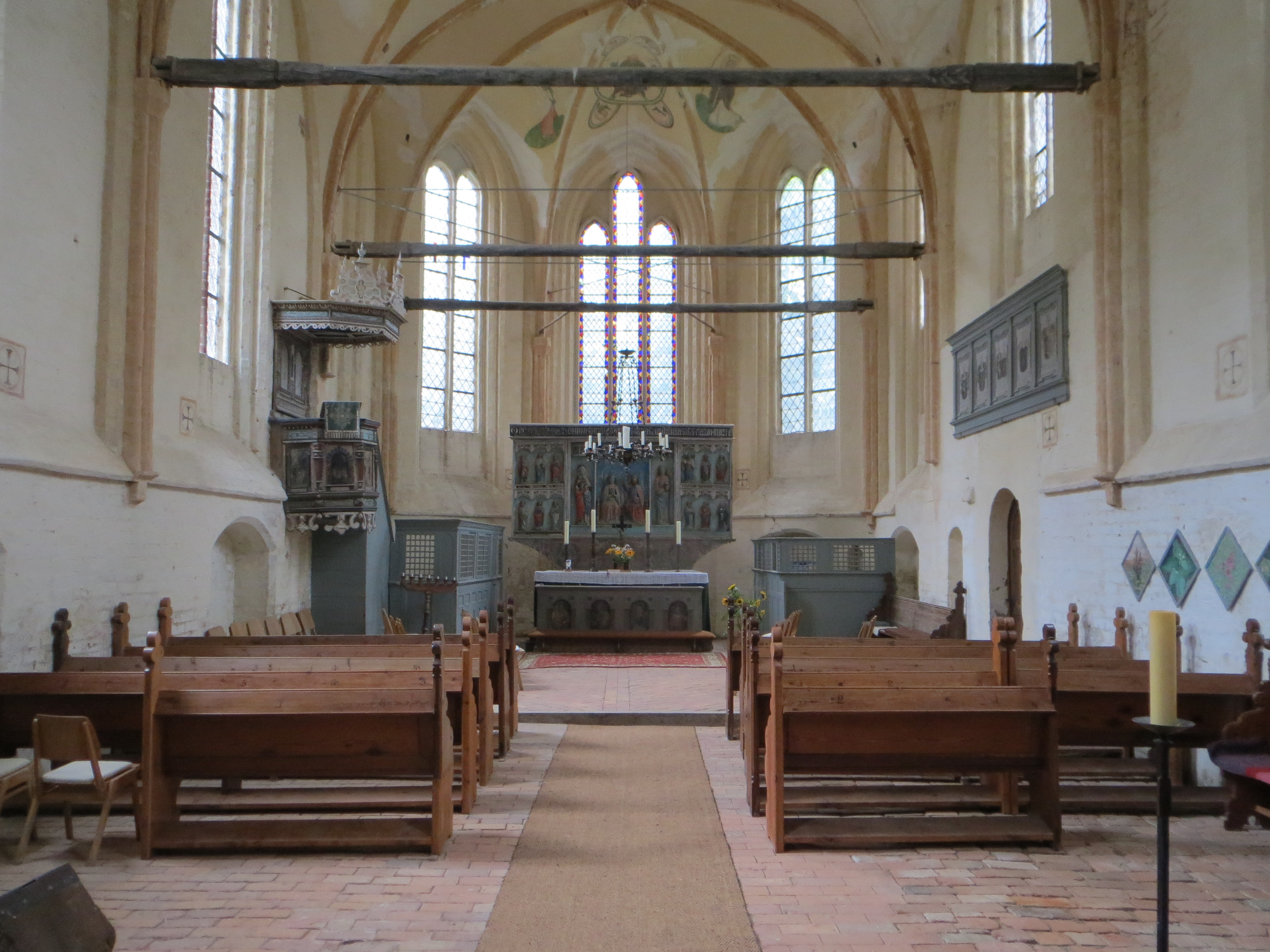
Blick zum Chor (2014)

Das Innere der Kirche wird durch drei Kreuzrippengewölbe mit laubwerkgeschmückten Schlusssteinen abgeschlossen. Ein Kaffgesims läuft unter den Fensterbänken entlang. Die Schlusssteine sind mit Blattwerk verziert.

#### Gewölbemalereien

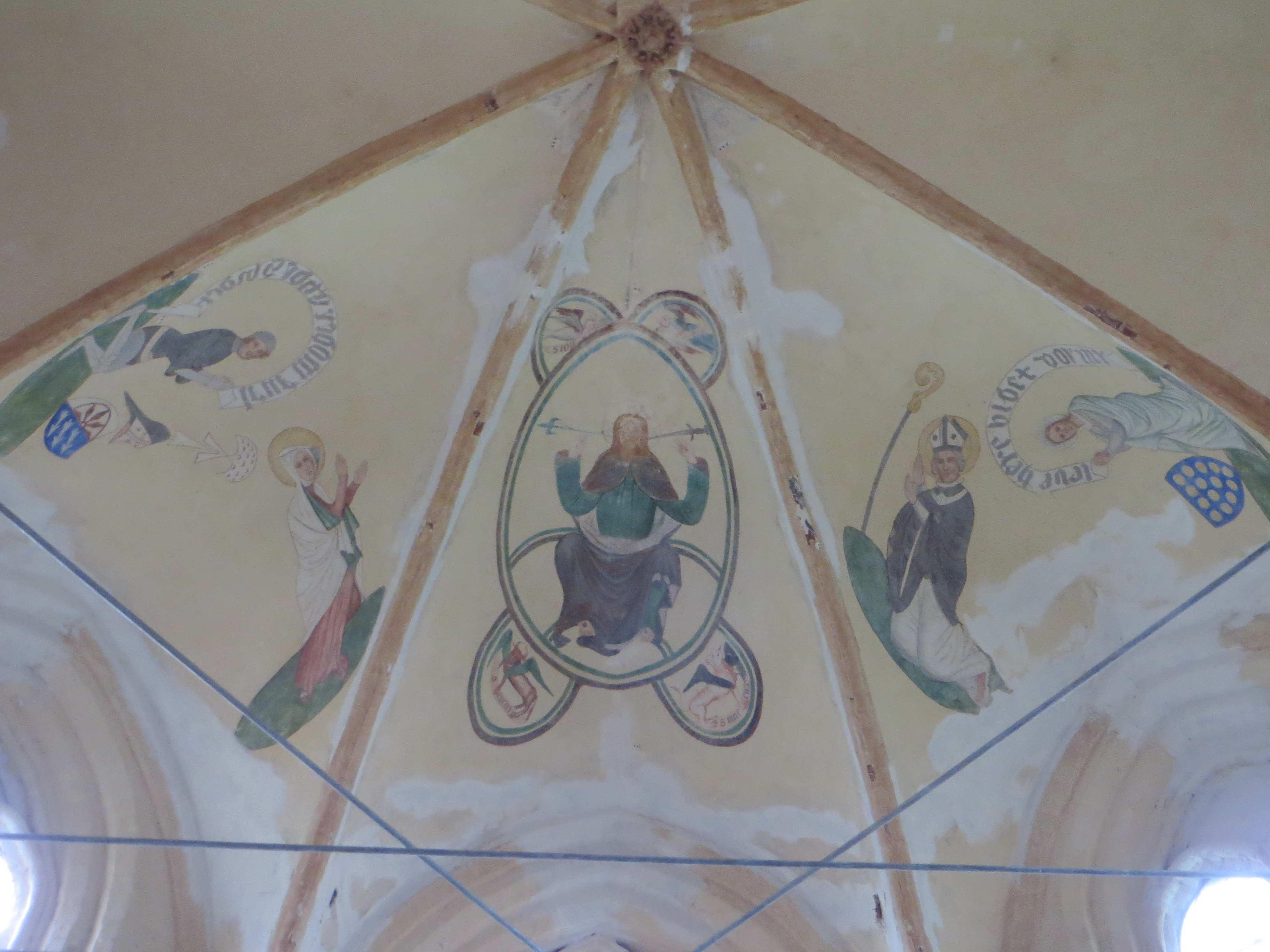
Gewölbemalerei im Chor (2014)

Am Chorgewölbe sind Malereien aus der ersten Hälfte des 15. Jahrhunderts erhalten, die bei einer Restaurierung 1862 durch den Maler Carl Cunow aus Wismar umfassend erneuert wurden. In der Mitte ist Christus als Salvator mundi mit erhobenen Händen dargestellt, die Lilie der Gnade und das Schwert des Gerichts im Munde, innerhalb einer Mandorla auf einem Regenbogen thronend und umgeben von den Symbolen der vier Evangelisten. In der anstoßenden nördlichen Kappe findet sich eine weibliche Heilige mit Nimbus, die Mutter Gottes; neben ihr in der anderen Hälfte der Kappe ein kniender Ritter mit dem Stralendorffschen Schilde und dem Spruchband: leue moder gades bidet. Schild und Schrift wurden verkehrt herum aufgetragen. Auf der südlichen Kappe innen ein heiliger Bischof mit Nimbus, Mitra und Stab. Auf der anderen Hälfte der Kappe befindet sich eine kniende weibliche Gestalt mit dem Bülowschen Wappen und dem Spruchband: here bidet vor mj. Friedrich Crull vermutete, dass die Malereien unmittelbar nach Vollendung des Chorbaus ausgeführt worden sind und es sich bei den Darstellungen um die Urheber des Baues handelt. Die Malereien könnten zwischen 1350 und 1370 ausgeführt worden sein.

#### Altar

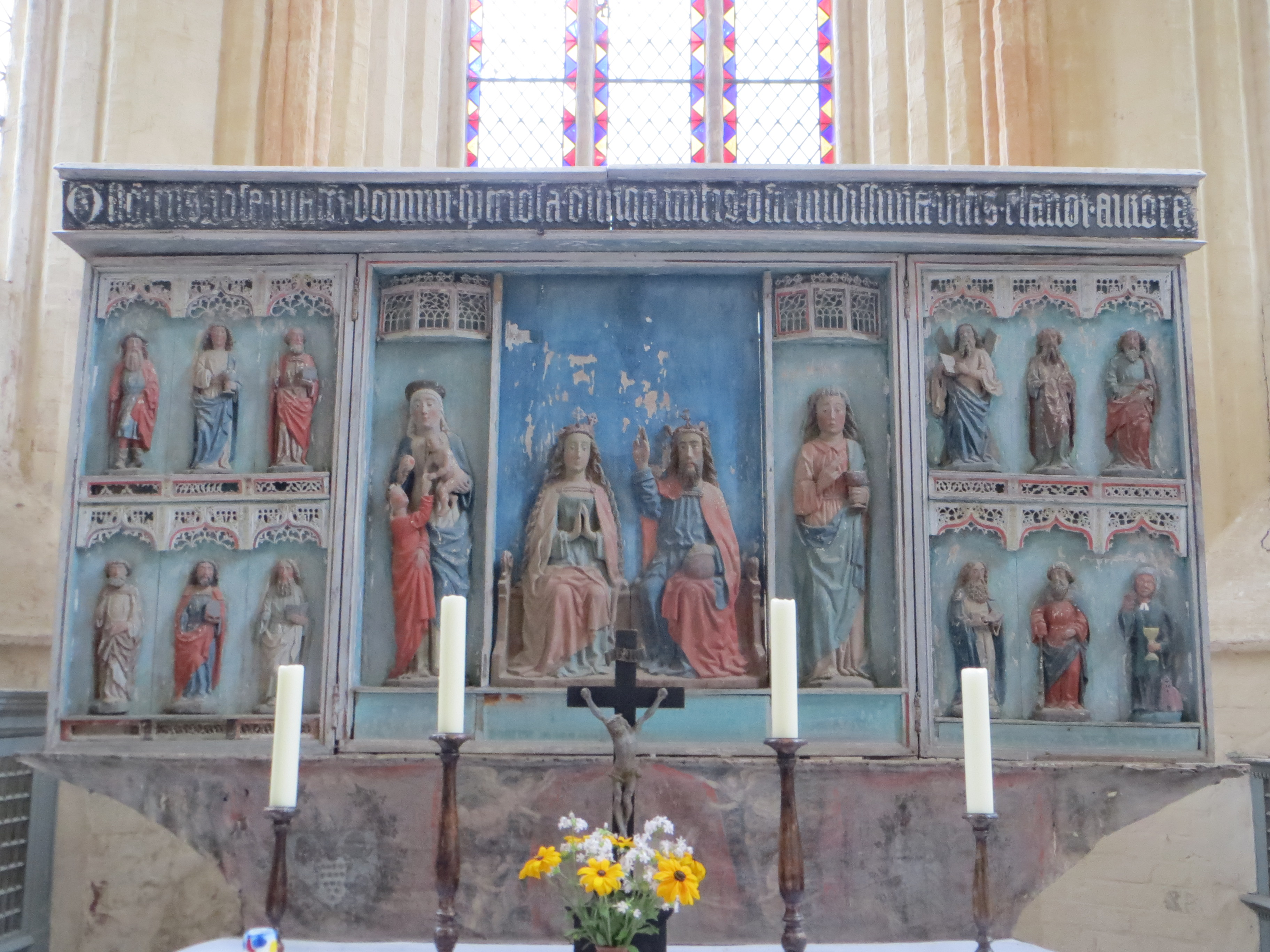
Altar (2014)

Der Schnitzaltar aus der 2. Hälfte des 15. Jahrhunderts zeigt im Schrein eine Marienkrönung zwischen Anna selbdritt und dem Evangelisten Johannes. In den Flügeln sind in zwei Reihen übereinander sechs männliche Heilige, die zwölf Apostel dargestellt. Die rechte untere Figur war verlorengegangen und wurde als erkennbar neu nachgefertigt („Beffchen“). Die Predella wird durch ein Gemälde von einer Erneuerung im Jahr 1681 gebildet, das den Schmerzensmann zwischen Engeln und Wappen zeigt. Auf der Rückseite der Kastenflügel befinden sich stark beschädigte Darstellungen aus der Passionsgeschichte: auf dem linken Flügel oben Christi Geißelung, unten die Kreuzigung; auf dem rechten Flügel oben die Teilung des Rockes durch Kriegsknechte, unten Pilatus, der sich die Hände wäscht.

#### Kanzel
Die Kanzel mit Schalldeckel aus der 1. Hälfte des 17. Jahrhunderts zeigt in den Brüstungsfeldern beschädigte Malereien mit neutestamentlichen Szenen. Im Jahr 1974 wurde ein Taufengel wieder aufgefunden und im Eingangsbereich der Kirche aufgehängt.

#### Glocke
Die Glocke von 1462 ist mit Ritzzeichnungen verziert: die Mutter Gottes mit dem Kind auf dem Arm, vor ihr ein Fuchs, der eine Gans im Maul trägt. Auf der anderen Seite sind ein heiliger Bischof und Hammer und Zange, um die sich eine Schlange windet, zu sehen. Sie ist mit einer Minuskelinschrift versehen, darunter die Namen der drei heiligen Könige. Sie stammt von dem Gießer Clawes Duncker, ist auf den Ton fis1+3 gestimmt und zweimal mit einem Glockengießerzeichen versehen. Im Jahr 1994 wurde der Glockenstuhl mit Unterstützung der Deutschen Stiftung Denkmalschutz saniert und die seit 1956 geschädigte Glocke geschweißt.
Eine größere Glocke wurde 1864 vom Glockengießer Peter Martin Hausbrand in Wismar gegossen. Sie trägt neben dem Namen des damaligen Pastors A. Köpke noch die Namen von „A. Lange zv Zvrow, Chr. Köster zv Ravensrvh und S. Fratscher zv Kalenberg“. Sie ist nicht mehr vorhanden.

#### Ehemalige Ausstattung
Nach dem Inventar von 1811 befanden sich im Chor einige Kelche von 1617, Oblatenschachteln und eine Taufschale von 1716. Von alten Messgewändern sind noch drei Gewebe vom grünen Seidensamt mit verschiedenen Granatapfelmotiven im rechteckigen Format vorhanden, an einer Kante sind Fransenborte angesetzt. Diese Decke befindet sich heute im Staatlichen Museum Schwerin. Seit 1944 waren sie im Salzbergwerk Grasleben ausgelagert und kamen 1961 aus dem zentralen Kunstgutlager in Celle nach Schwerin zurück.
Bei der Restaurierung im Innern der Kirche wurde 1862 ein an einer Kirchentür befestigt gewesener „vortrefflicher eiserner Türklopfer in geschmiedetem Flechtmuster entfernt und ins Antiquarium nach Schwerin versetzt.“

#### Orgel

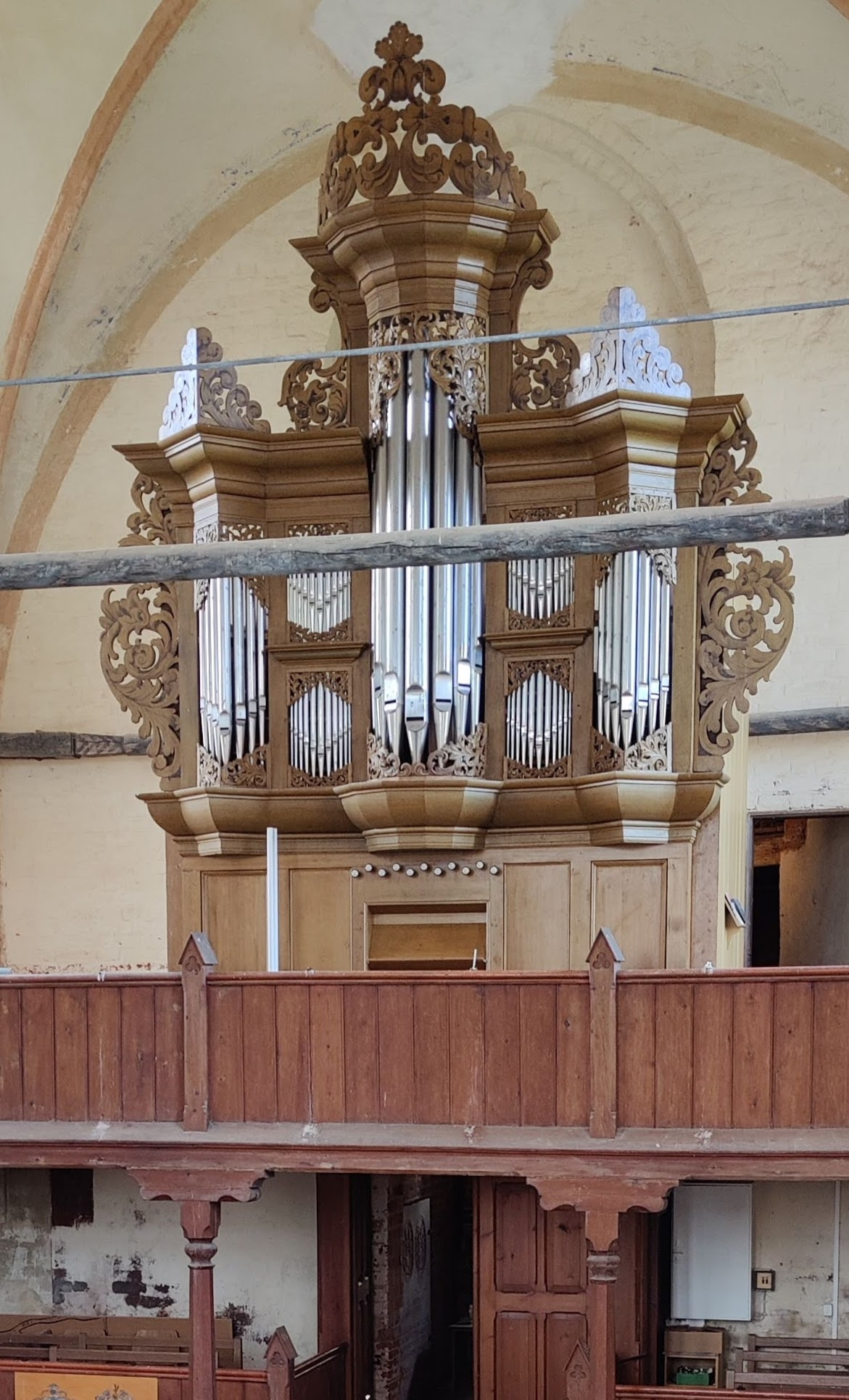
Orgel

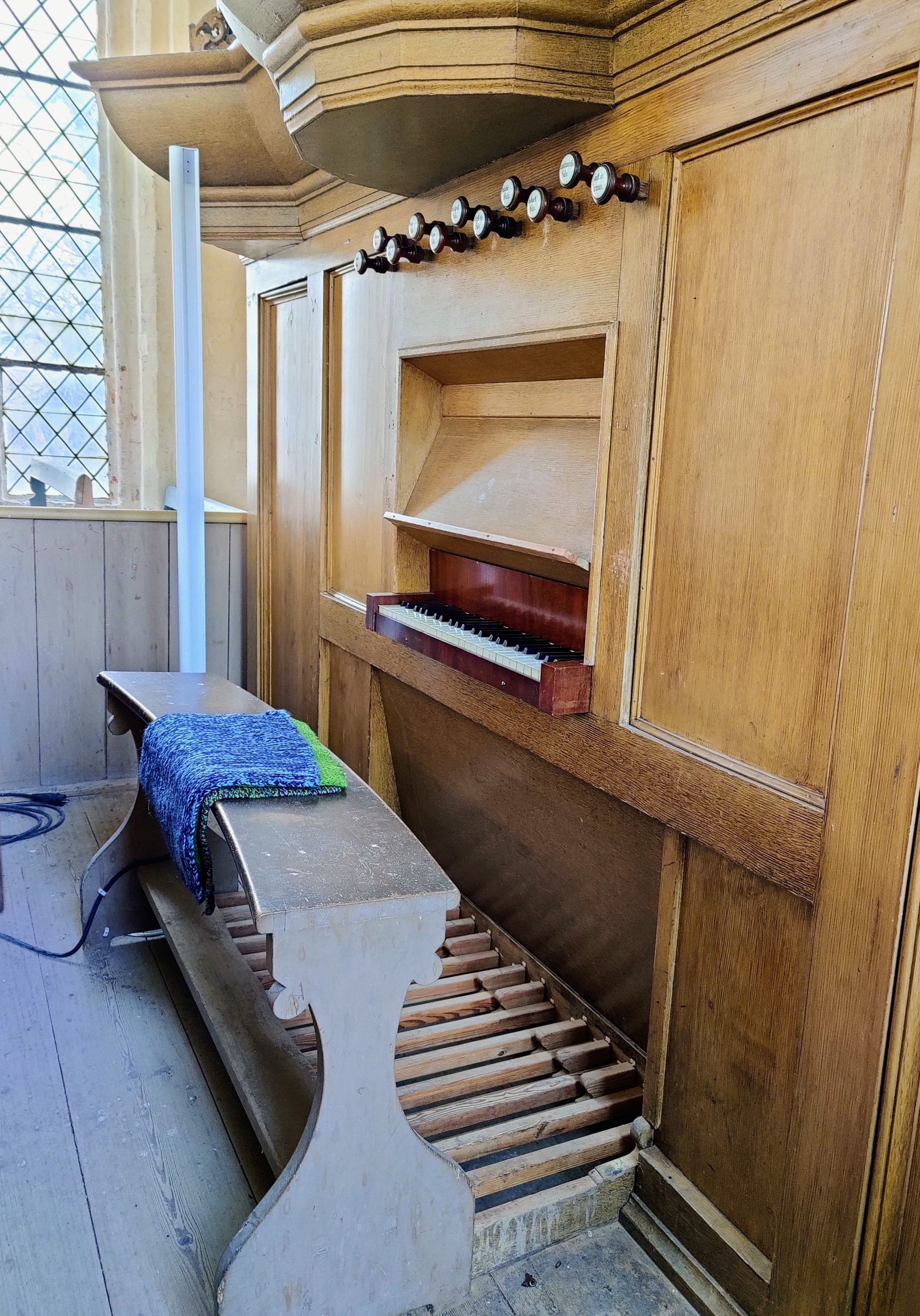
Spielschrank

Der barocke Orgelprospekt aus der 1. Hälfte des 18. Jahrhunderts ist mit Akanthusschnitzereien verziert. Er stammt vermutlich aus der Nikolaikirche in Wismar, wo 1737 durch den Lübecker Orgelbauer Christoph Erdmann Vogel ein Rückpositiv angefügt wurde, das 1859 beim Umbau der Orgel durch Friedrich Wilhelm Winzer wieder ausgebaut wurde. Er lagerte es ein und baute es dann für die Orgel in Zurow um, die Ende des Jahres 1861 fertig war. Während des Ersten Weltkriegs mussten 1917 die Prospektpfeifen für Rüstungszwecke abgeliefert werden. Von 2010 bis 2011 wurde die Orgel durch die Orgelwerkstatt Wegscheider restauriert. Das einmanualige Instrument mit Pedal verfügt über neun Register auf mechanischen Schleifladen. Das Pedal ist über eigene Ventile fest angekoppelt. Ein polygonaler Mittelturm wird von zwei Spitztürmen flankiert. Die Pfeifentürme werden durch zweigeschossige Flachfelder verbunden. Die Disposition lautet:
| Manual C–c3     |       |            |
| Bourdun         | 16′   | W          |
| Principal       | 8′    | [ Anm. 2 ] |
| Gedact          | 8′    | W          |
| Flauto traverso | 8′    | W          |
| Violoncello B   | 8′    | W          |
| Cantus firmus D |       | W          |
| Octave          | 4′    |            |
| Rohrflöte       | 4′    |            |
| Quinte          | 2 ⁄3′ |            |
| Octave          | 2′    |            |

| Pedal C–c1       |     |
| Subbass (aus HW) | 16′ |

Anmerkungen
1. ↑  Holz
2. ↑  Prospekt bis c1
3. ↑  C–H Holz
4. ↑  C–g aus Gedact 8′

W = Winzer (1859)

## Kirchhof

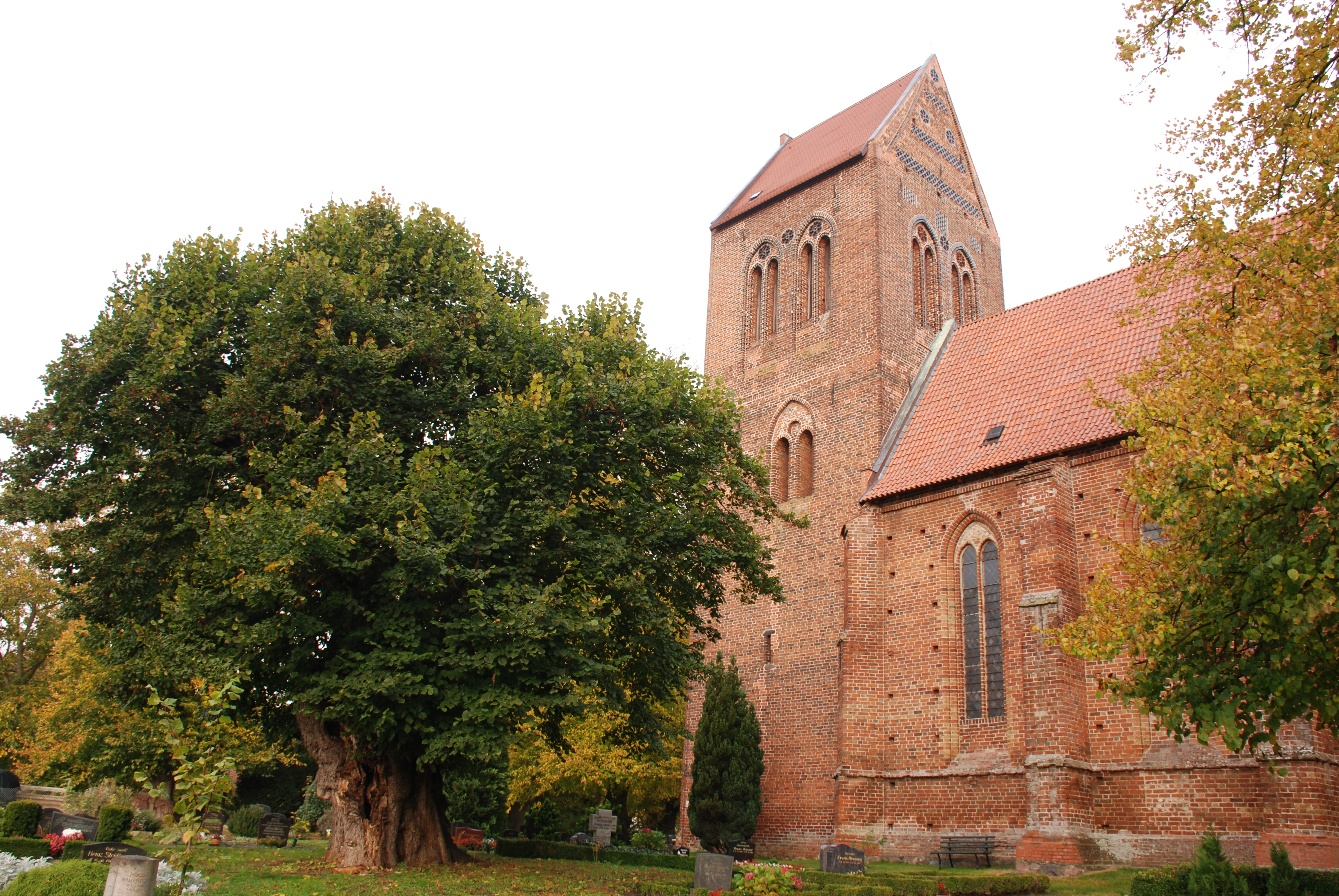
Südansicht mit Friedhofslinde (2020)

Rund um die Kirche liegt ein historischer, heute noch genutzter Kirchhof. Darauf befindet sich die Zurower Friedhofslinde. Die 600 bis 900 Jahre alte Sommerlinde (Tilia platyphyllos) ist kurz nach 1800 bei einem Gewitter auseinandergebrochen. Sie ist ein Naturdenkmal.

## Pastoren
Namen und Jahreszahlen bezeichnen die nachweisbare Erwähnung als Pastor.
- 1541–0000: Joachim Winterhagen, „ist bisan ein arger Papist gewesen, sehr arm, hat aber zugesagt, er wolle in den Ehestand gehen, und in der Lehr auch bessern. Er will auch die Kapelle nicht mehr aufschließen und darin Gotteslästerung lehren.“
- 1578–1582: Thomas Low.
- 1582–1622: Joachim Münstermann.
- 1622–1624: Joachim Schröder aus Wismar.
- 1625–1646: Johann Brauer/Brawer aus Rostock.
- 1647–1695: Christoph Grabe/Christian Grabius aus Mühlhausen.
- 1695–1725: Carl Georg Vicke aus Mirow.
- 1727–1736: Johann Götz aus Brandau in Hessen-Darmstadt.
- 1738–1758 (1761): Johann Erich Brüsehaver von St. Nikolai Wismar.
- 1762–1795: Johann Gotthard Hornemann aus Diedrichshagen.
- 1796–1796: Gotthard Heinrich Georg Hornemann, Sohn des Vorgängers, nach vier Wochen an Fleckfieber gestorben.
- 1797–1840: Joachim Peter Friedrich aus Rostock.
- 1842–1877: Ambrosius Bernhard Ferdinand Koepke aus Stäbelow.
- 1879–1883: Carl Bernhard Oskar Heussi, Sohn des Konrektors aus Parchim.
- 1884–1896: Gustav Julius Theodor John Gaston Lenthe, Sohn des Schweriner Hofmalers Gaston Lenthe,[23] war gleichzeitig Pastor in Jesendorf, danach Pastor in Hanstorf.
- 1896–1902: Friedrich Ludwig August Pegler aus Grube bei Teterow.
- 1902–1918: Wilhelm Lange, Sohn des Kirchenrats aus Sietow, danach in Sietow.
- 16. Februar 1919–27. September 1919: Viktor Wittrock.
- 19. Oktober 1919–23. Juni 1937: Karl-August Romberg aus Kalkhorst, vorher Rektor und Pastor in Penzlin.
- 1. Oktober 1938–14. April 1953: Otto Heinrich.
- 15. April 1965–30. August 1973: Hans-Peter Schwardt.
- 1. Juli 1988–30. Juni 1998: Barbara Neumann als Pfarrhelferin.
- 2016–2019: Miriam Knierim.[24]

## Heutige Kirchengemeinde
Zur Evangelisch-Lutherischen Kirchengemeinde Zurow mit der Kirche gehören die Ortsteile Fahren, Kahlenberg, Krassow, Ravensruh, Schmakentin und Sellin. Die Kirchengemeinde Zurow ist mit der Kirchengemeinde Neukloster verbunden, deren Pastor neben der Kirche in Zurow auch die Kirchen von Neukloster, Bäbelin, Groß Tessin und Passee betreut.

### Gedruckte Quellen
- Mecklenburgisches Urkundenbuch (MUB)
- Mecklenburgische Jahrbücher (MJB)

### Ungedruckte Quellen
Landeshauptarchiv Schwerin (LHAS)
- LHAS 5.12–7/1 Mecklenburg-Schwerinsches Ministerium für Unterricht, Kunst, geistliche und Medizinalangelegenheiten. Zurow Nr. 36 Pfarrländereien und Pfarrhaus 1938 – 1949.

- Landeskirchliches Archiv Schwerin (LKAS)
  - OKR Schwerin, Specialia Abt. 4. Zurow,
  - 001 Patronat und Pfarre 1842 – 1843.
  - 006 Prediger 1759 – 1973.
  - 010 Organisten und Küster 1854 – 1977.
  - 013 Hebungen der Kirche, Pfarre und Küsterei 1887 – 1946.
  - 014 Pfarrpfründe 1941 – 1955.
  - 019 Kirchenvermögen 1792 – 1832.
  - 021 von Raven’sche Stiftung 1819 – 1914.
  - 022 Ländereien der Pfarre und Küsterei 1774 – 1998.
  - 035 Bauten und Reparaturen der geistlichen Gebäude 1852 – 1969.
  - 040 Kirchhof 1872 – 1994.